# Киркпатрик, Ралф
Ралф Леонард Ки́ркпатрик (англ. Ralph Leonard Kirkpatrick; 10 июня 1911, Леминстер, Массачусетс, США — 13 апреля 1984, Гилфорд, Коннектикут, США) — американский клавесинист и музыковед.

## Биография
Ралф Киркпатрик родился в Леоминстере (Массачусетс) в 1911 году. С детства начал учиться игре на фортепиано. Он продолжил заниматься фортепиано в Кембридже, одновременно изучая историю искусств в Гарвардском университете. В Гарварде он заинтересовался клавесином в Гарварде. В 1930 году дал в Гарварде свой первый сольный концерт. После окончания учебы (1931) он отправился в Европу по стипендии Джона Ноулза Пейна. Киркпатрик учился у Нади Буланже и пионера возрождения клавесина Ванды Ландовской в Париже, у Арнольда Дольмеча в Хаслемере, Хайнца Тиссена в Берлине и Гюнтера Рамина в Лейпциге. В январе 1933 года он дебютировал в Европе в Берлине, исполнив Гольдберг-вариации Иоганна Себастьяна Баха. В 1933 году он также дал несколько концертов в Италии, в том числе сольный концерт на клавикорде на вилле искусствоведа Бернарда Беренсона. Два летних сезона — 1933 и 1934 годов — он преподавал в Моцартеуме в Зальцбурге. Стипендия Гуггенхайма, присужденная Киркпатрику в 1936 году, позволила ему изучать рукописи и документальные источники семнадцатого и восемнадцатого веков, хранившиеся в европейских архивах. В 1938 году он открыл фестиваль музыки в стиле барокко в Губернаторском дворце в Вильямсбурге (Вирджиния), и в течение ряда лет оставался советником и главным исполнителем этого мероприятия.
В 1938 году в издательстве Ширмера (Нью-Йорк) Киркпатрик опубликовал свое издание Гольдберг-вариаций Баха, включающее обширные комментарии по орнаментике, аппликатуре, фразировке, темпу, динамике и общей интерпретации произведения. В конце 1930-х годов он начал свое исследование творчества Доменико Скарлатти и опубликовал свою знаменитую биографию Скарлатти в 1953 году. Она была переведена на немецкий, французский, итальянский, испанский, японский и русский языки. Киркпатрик также опубликовал критическое издание 60 сонат Скарлатти (1953). Сонаты Скарлатти с этого момента условно обозначаются по нумерации Киркпатрика (Kk. —, а в последнее время — с одним K.), которая в настоящее время теперь считается общепринятым стандартом, несмотря на как минимум ещё две конкурирующие системы).
В 1940 году Киркпатрик был назначен преподавателем игры на клавесине на музыкальном факультете Йельского университета, в 1965 году стал профессором университета. Он работал по 1976 год, до выхода на пенсию по состоянию здоровья в связи с потерей зрения. В 1964 году Ральф Киркпатрик на инаугурации Эрнеста Блоха в качестве приглашенного профессора Калифорнийского университета (Беркли) прочитал серию лекций о сборнике Баха «Хорошо темперированный клавир». Эти лекции были позже опубликованы в 1985 году как «Интерпретация хорошо темперированного клавира Баха: методический дискурс исполнителя».
Среди учеников Ральфа Киркпатрика — Станислав Хеллер.